# Acht Berge (Film)
Acht Berge (Originaltitel: Le otto montagne, dt.: „Die acht Berge“) ist ein Spielfilm von Felix Van Groeningen und Charlotte Vandermeersch aus dem Jahr 2022. Das Drama ist eine Verfilmung des gleichnamigen Romans von Paolo Cognetti (deutscher Titel: Acht Berge).
Die europäische Koproduktion zwischen Belgien, Frankreich und Italien wurde im Wettbewerb des Filmfestivals von Cannes am 18. Mai 2022 uraufgeführt. Der deutsche Kinostart war am 12. Januar 2023.

## Handlung
Pietro ist in der Stadt aufgewachsen. Im Sommer seines elften Geburtstages mieten seine Eltern ein Haus in Grana, im Herzen des Aostatals. Dort macht Pietro die Bekanntschaft mit Bruno, einem gleichaltrigen Kuhhirten. Abenteuerlustig erkunden die Kinder die verlassenen Häuser des Bergdorfs, streifen durch schattige Täler oder folgen dem Wildbach. Zwanzig Jahre später haben die Freunde verschiedene Wege eingeschlagen – Pietro hat es als Reiseschriftsteller in die Welt hinausgezogen, während Bruno sein Heimatdorf nie verlassen hat. Pietro kehrt nach Grana zurück, um dort Zuflucht zu finden. Auch will er versuchen, sich mit seiner Vergangenheit zu versöhnen.

## Rezeption
Nach der Premiere in Cannes sah in einem rein französischen Kritikenspiegel der Website Le film français keiner der 15 Kritiker Acht Berge als Palmen-Favoriten an. Im internationalen Kritikenspiegel der britischen Fachzeitschrift Screen International erhielt der Film zwei von vier möglichen Sternen und belegte unter allen 21 Wettbewerbsbeiträgen einen geteilten 16. Platz.

## Auszeichnungen
Für Acht Berge erhielten Van Groeningen und Vandermeersch ihre erste Einladung in den Wettbewerb um die Goldene Palme, den Hauptpreis des Filmfestivals von Cannes. Dort wurde ihnen der Preis der Jury zuerkannt (ex aequo mit EO).
Darüber hinaus gelangte das Werk in die Vorauswahl zum Europäischen Filmpreis 2022.